# Charles Gilhousen

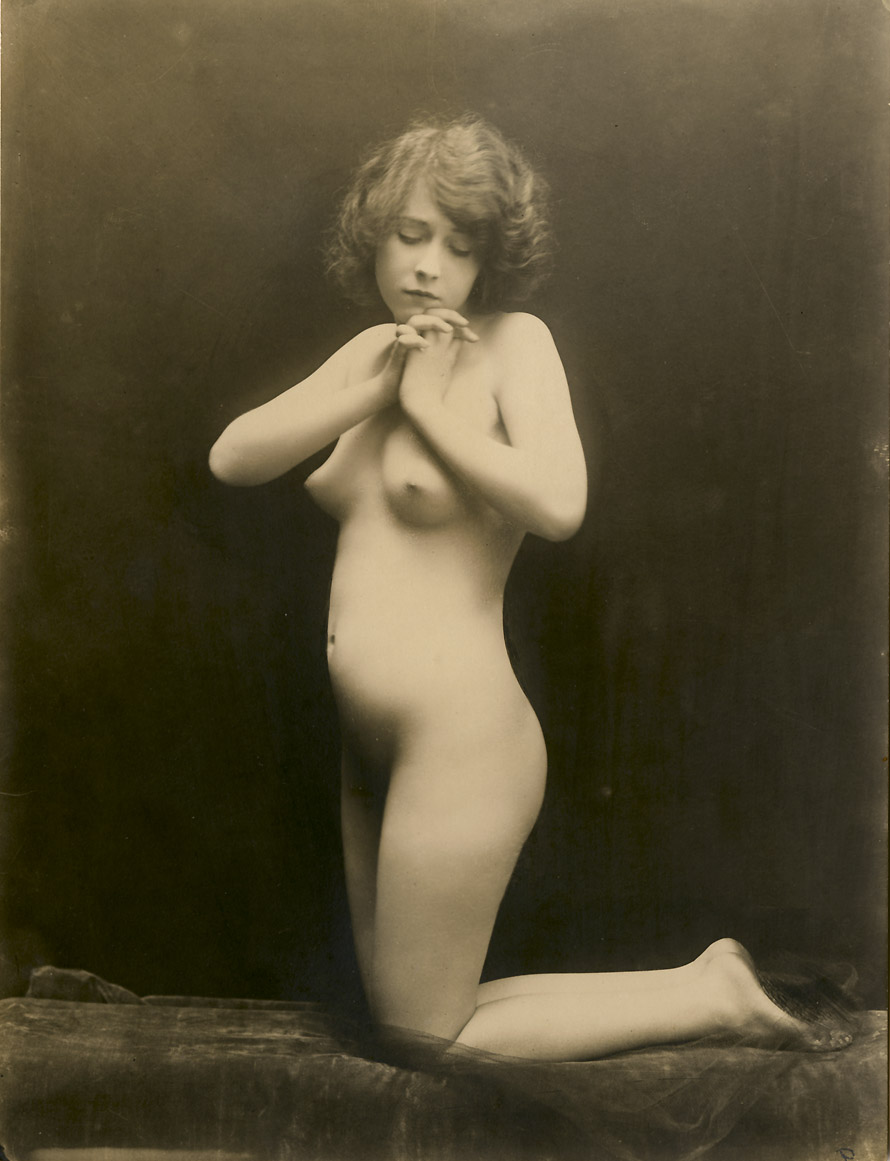
Foto „Kniende Frau“ (um 1915)

Charles Wesley Gilhousen (* 19. März 1867 in Kahoka, Missouri; † 29. November 1929 in Des Moines, Iowa) war ein US-amerikanischer Fotograf. 
Von ihm sind unter anderem Aktaufnahmen überliefert.